# Petenaea
Petenaea je monotipski biljni rod smješten u vlastitu porodicu Petenaeaceae, dio reda Huerteales. jedina je vrsta P. cordata iz Gvatemale, Belizea i Meksika.
P. cordata  je veliki grm ili drvo koje naraste do deset metara visine. Nekada je uključivano u porodice Elaeocarpaceae i Tiliaceae (sinonim za Malvaceae), dok je porodica opisana tek 2010